# Arbeitsgemeinschaft der niedersächsischen Kommunalarchivare
Die Arbeitsgemeinschaft der niedersächsischen Kommunalarchivare (ANKA) war von 1963 bis 2015 die Interessenvertretung, in der die haupt- und ehrenamtlichen Kommunalarchivare in Niedersachsen organisiert waren.
Sie wurde im Jahr 1963 vom damaligen Direktor des Stadtarchivs und der Stadtbibliothek Braunschweig, Richard Moderhack, gegründet. Er war dann deren Leiter bis zum Jahr 1970. Von 1991 an trat die Arbeitsgemeinschaft als eingetragener Verein (e.V.) auf. Nachfolgeorganisation wurde 2015 der Verband Niedersächsischer Archivarinnen und Archivare e.V. (VNA).

## Aufgaben, Ziele, Leistungen
- Organisation und Durchführung der jährlichen Arbeitstagungen in verschiedenen Städten und Regionen Niedersachsens. Diese Tagungen dienten der Information, der Fortbildung und dem Erfahrungsaustausch unter den Archivaren. Dabei wurden neue Perspektiven einbezogen, die sich aus den Herausforderungen durch veränderte gesellschaftliche und politische Bedingungen ergaben.
- Informationsaustausch durch Archiv-Nachrichten Niedersachsen. Mitteilungen aus niedersächsischen Archiven. (siehe „Literatur“)

## Erste Vorsitzende
- 1963 bis 1969: Richard Moderhack
- 1969 bis 1975: Herbert Mundhenke
- 1975 bis 1990: Ottokar Israel
- 1980 bis 1991: Heinz-Günther Borck
- 1992 bis 2001: Jürgen Bohmbach
- 2001 bis 2007: Ernst Böhme
- 2007 bis 2010: Karljosef Kreter
- 2010 bis 2015: Henning Steinführer[2]

## Veranstaltungsorte der ANKA-Tagungen (ab 2000)
- 2001: Stade
- 2002: Hameln
- 2004: Diepholz
- 2005: Lingen
- 2006: Wolfsburg
- 2007: Norderney
- 2008: Holzminden
- 2009: Wilhelmshaven
- 2010: Osterholz-Scharmbeck
- 2011: Braunschweig
- 2012: Langenhagen
- 2013: Lüneburg[3]